# Molycria kaputar
Molycria kaputar là một loài nhện trong họ Gnaphosidae.
Loài này thuộc chi Molycria. Molycria kaputar được Norman I. Platnick & Barbara Baehr miêu tả năm 2006.